# XVIII Airborne Corps (Vereinigte Staaten)

Schulterabzeichen des XVIII. US-Luftlandekorps

Aktuelles Wappen des XVIII. US-Luftlandekorps

Das XVIII Airborne Corps (deutsch XVIII. US-Luftlandekorps, Spitzname: Contingency Corps, etwa Notfallkorps) ist ein Großverband der US Army und bildet den zurzeit größten Einzelkampfverband auf Korpsebene der US-Streitkräfte. Es ist das einzige Luftlandekorps der Vereinigten Staaten und besteht zurzeit aus vier Divisionen mit rund 88.000 Mann. Das Hauptquartier des XVIII. US-Luftlandekorps befindet sich in Fort Bragg im US-Bundesstaat North Carolina. Ein XVIII. Korps existierte zuvor bereits von 1862 bis 1864 im Sezessionskrieg, steht aber in keinem Zusammenhang mit den späteren Verbänden.

## Geschichte
Das 18. US-Luftlandekorps wurde am 17. Januar 1942 als 2. US-Panzerkorps aufgestellt und am 9. Oktober 1943 in XVIII Corps umbenannt. Für die Operation Market Garden am 25. August 1944 unterstanden dem Korps die 82., die 101. US-Luftlandedivision und die 17th Airborne Division (Vereinigte Staaten), und es wurde in XVIII Corps (Airborne) umbenannt. Generalmajor Matthew B. Ridgway bekam das Oberkommando und führte seine Soldaten einen Monat später während der Luftlandeoperation in den Niederlanden. Zusammen mit dem englischen Luftlandekorps unterstand es der First Allied Airborne Army unter dem Kommando von Generalleutnant Lewis H. Brereton. Ende Juni 1945 kehrten die Einheiten zurück in die Heimat, wo das Korps zunächst deaktiviert wurde. Erst die entstehenden Spannungen während des Koreakriegs führten wieder zu einer Reaktivierung. Das Korps wurde im Mai 1951 neu aufgestellt und bezog den neuen Standort Fort Bragg.
Einheiten des Korps kämpften im Vietnamkrieg und nahmen an den folgenden Operationen teil:
- Operation Power Pack in der Dominikanischen Republik am 30. April 1965
- Operation Urgent Fury in Grenada am 25. Oktober 1983
- Operation Golden Pheasant in Honduras, 1988
- Operation Nimrod Dancer in Panama, 1989
- Operation Hawkeye auf den Jungferninseln im September 1989
- Operation Just Cause in Panama am 20. Dezember 1989
- Operation Desert Shield in Saudi-Arabien am 9. August 1990
- Operation Desert Storm im Irak im Februar 1991
- Operation GTMO in Kuba im November 1991
- Operation Hurricane Andrew in Florida am 27. August 1992
- Operation Restore Hope in Somalia am 13. Dezember 1992
- Operation Uphold Democracy (Maintain Democracy) in Haiti im September 1994
- Operation Vigilant Warrior in Kuwait im Oktober 1994
- Operation Iraqi Freedom im Irak am 20. März 2003

Am 14. Februar 2008 übernahm das XVIII. US-Luftlandekorps die Aufgaben des Multi-National Corps Iraq vom III. US-Korps, welches diese Aufgabe seit Dezember 2006 in Bagdad innehatte.

### Organigramm

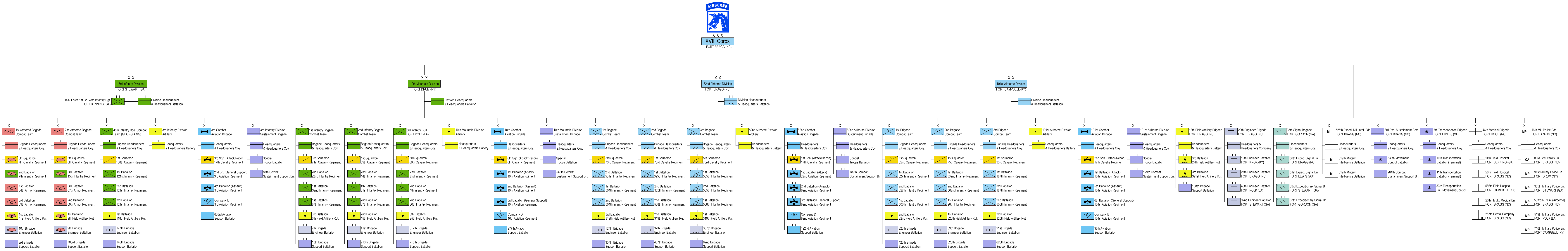
Organigramm des XVIII. US-Luftlandekorps nach Abschluss der Heeresreform

## Organisation

### Unterstellte Verbände und Einheiten
- XVIII. Luftlandekorps, Fort Bragg (North Carolina):

Kampftruppen und Kampfunterstützungstruppen
- 3. Infanteriedivision (Rock Of The Marne) in Fort Stewart (Georgia)
- 10. US-Gebirgsjägerdivision (Climb to Glory) in Fort Drum (New York)
- 82. Luftlandedivision (All Americans/America’s Guard of Honor) in Fort Bragg (North Carolina)
- 101. Luftlandedivision (Screaming Eagles) in Fort Campbell (Kentucky)
- 18th Fires Brigade (Fort Bragg, NC)
- 20th Engineer Brigade (Fort Bragg, NC)

weitere zugeordnete Großverbände:
- 525th Battlefield Surveillance Brigade (Fort Bragg, NC)
- 16th Military Police Brigade (Fort Bragg, NC)
- 44th Medical Command (Fort Bragg, NC)
- 1st Theater Support Command, (Fort Bragg, NC)
  - 3rd Sustainment Brigade, (Fort Stewart, GA)
  - 10th Sustainment Brigade, (Fort Drum, NY)
  - 82nd Sustainment Brigade, (Fort Bragg, NC)
  - 101st Sustainment Brigade, (Fort Campbell, KY)

## Liste der Kommandierenden Generale  (Auszüge)
- Generalmajor Matthew B. Ridgway (1944–1945)
- Division deaktiviert (1945–1952)
- Generalmajor John W. Leonard (1952)
- Generalmajor Thomas F. Hickey (1952–1953)
- Generalmajor Joseph P. Cleland (1953–1955)
- Generalmajor Ridgely Gaither (1955)
- Generalmajor Paul D. Adams (1955–1957)
- Generalleutnant Robert F. Sink (1957–1960)
- Generalmajor Dwight E. Beach (1960, kommissarisch)
- Generalleutnant Thomas Trapnell (1960–1961)
- Generalleutnant Hamilton H. Howze (1961–1962)
- Generalleutnant William Westmoreland (1963–1964)
- Generalmajor Harry H. Critz (1964, kommissarisch)
- Generalleutnant John W. Bowen (1964–1965)
- Brigadegeneral John A. Seitz (1965, kommissarisch)
- Brigadegeneral Roderick Wetherill (1965, kommissarisch)
- Generalmajor Joe S. Lawrie (1965, kommissarisch)
- Generalleutnant Bruce Palmer (1965–1967)
- Generalmajor Joe S. Lawrie (1967, kommissarisch)
- Generalleutnant John L. Throckmorton (1967)
- Generalleutnant Robert H. York (1967–1968)
- Generalleutnant John J. Tolson (1968–1971)
- Generalleutnant John H. Hay (1971–1973)
- Generalleutnant Richard J. Seitz (1973–1975)
- Generalleutnant Henry E. Emerson (1975–1977)
- Generalleutnant Volney F. Warner (1977–1979)
- Generalleutnant Thomas Tackaberry (1979–1981)
- Generalleutnant Jack V. Mackmull (1981–1983)
- Generalleutnant James J. Lindsay (1984–1986)
- Generalleutnant John W. Foss (1986–1988)
- Generalleutnant Carl Stiner (1988–1990)
- Generalleutnant Gary E. Luck (1990)
- Generalmajor William A. Roosma (1990) kommissarisch
- Generalleutnant Gary E. Luck (1990–1993)
- Generalleutnant Henry H. Shelton (1993–1996)
- Generalleutnant John M. Keane (1996–1998)
- Generalleutnant William F. Kernan (1998–2000)
- Generalleutnant Dan K. McNeill (2000–2003)
- Generalleutnant John R. Vines (2003–2006)
- Generalleutnant Lloyd Austin (2006–2009)
- Generalleutnant Frank Helmick (2009–2012)
- Generalleutnant Daniel B. Allyn (2012–2013)
- Generalleutnant Joseph Anderson (2013–2015)
- Generalleutnant Stephen J. Townsend (2015–2018)
- Generalleutnant Paul J. LaCamera (2018–2019)
- Generalleutnant Michael Kurilla (2020–2022)
- Generalleutnant Christopher T. Donahue (2022–2024)
- Generalleutnant Gregory K. Anderson (seit 6. Dezember 2024)[2]

## Verweise